# رودخانه کم
رودخانه کم (به انگلیسی: Kem River) رودخانه‌ای است که در روسیه جریان دارد.